# Lakshmanapura, Gauribidanur
Lakshmanapura là một làng thuộc tehsil Gauribidanur, huyện Chikkaballapur, bang Karnataka, Ấn Độ.